# Pontedecimo

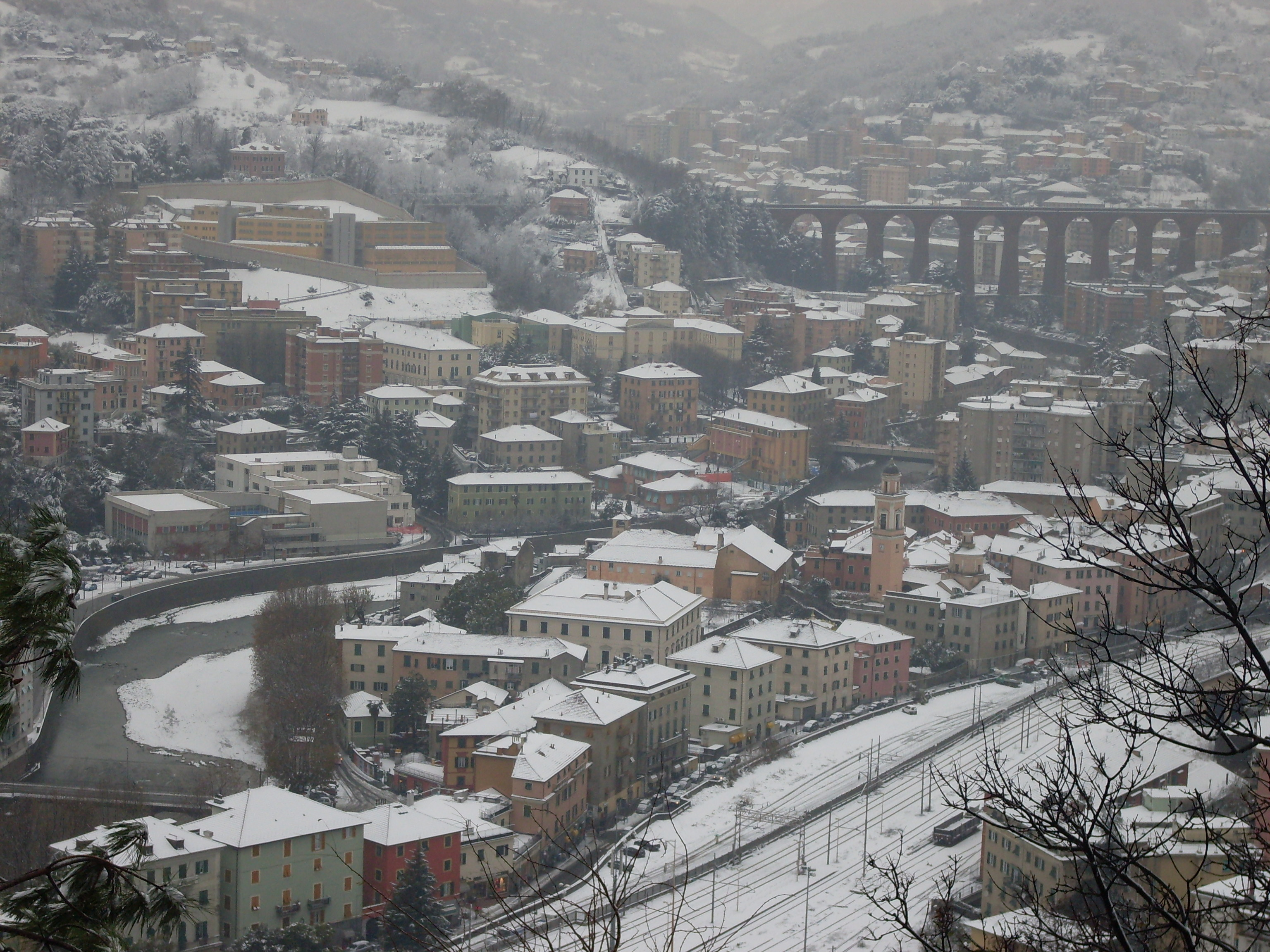
Panorama invernale

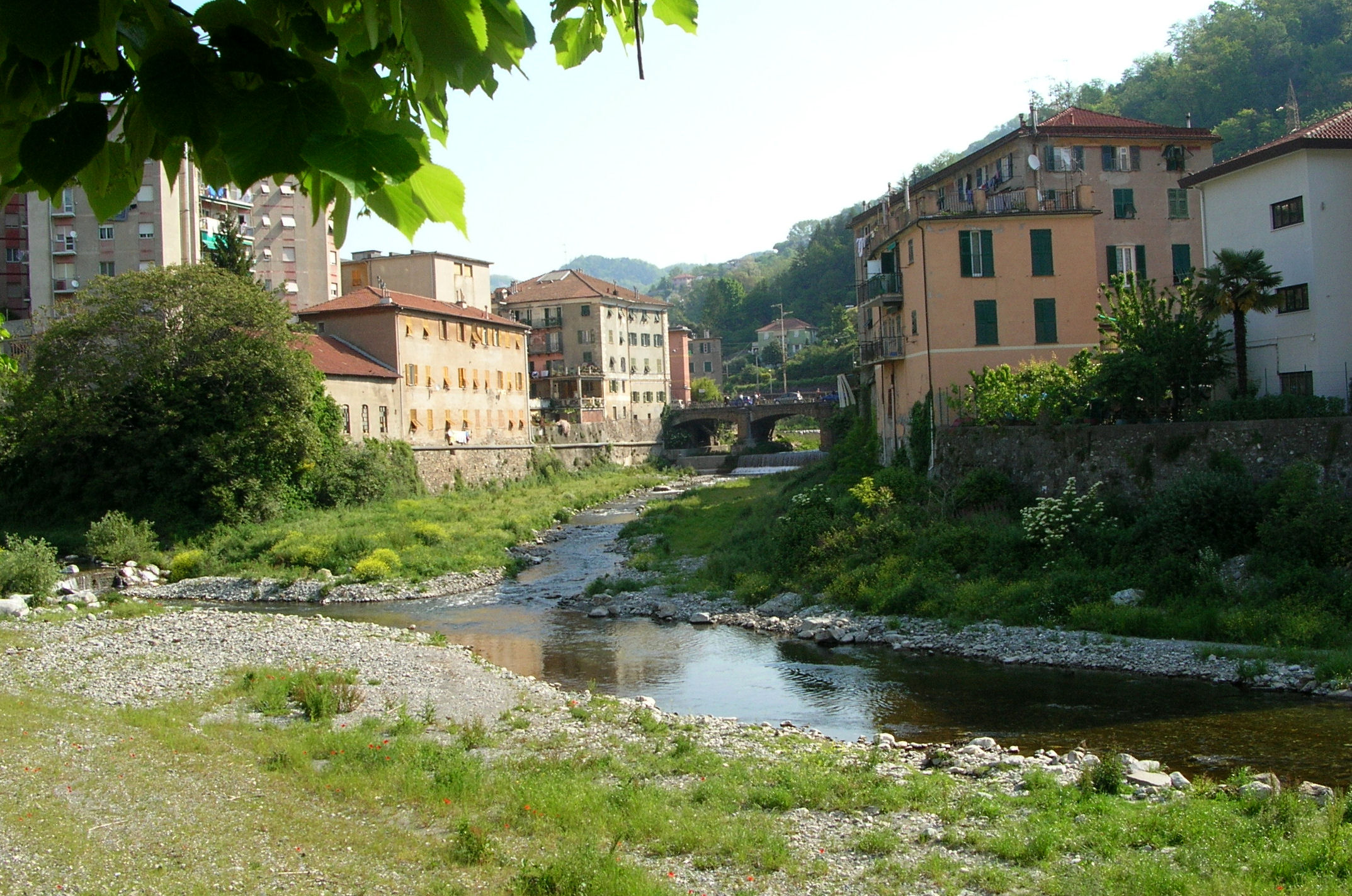
Pontedecimo: la confluenza tra i torrenti Verde (a sin.) e Riccò (a destra)

Pontedecimo (Pontedêximo /puŋteˈdeːʒimu/ in ligure)
è un quartiere genovese della val Polcevera, posto al limite settentrionale del territorio comunale, alla confluenza dei torrenti Verde e Riccò, convenzionalmente considerata l'inizio del torrente Polcevera.
Comune autonomo fino al 1926, quando insieme ad altri diciotto comuni del genovesato fu inglobato nel comune di Genova, per costituire la cosiddetta Grande Genova, nella ripartizione amministrativa del comune fu dapprima una "delegazione" e poi una "circoscrizione", comprendente anche un altro ex comune autonomo, San Quirico. Nella nuova ripartizione in vigore dal 2005 è una "unità urbanistica" del Municipio V Valpolcevera.

## Geografia fisica
L'unità urbanistica di Pontedecimo, estesa per 3,15 km², di cui circa metà urbanizzati, ha una popolazione di 7 692 abitanti (dato aggiornato al 31 dicembre 2022).

### Territorio
Pontedecimo confina a levante con il comune di Serra Riccò, a nord con il comune di Mignanego, a ponente con i comuni di Campomorone e Ceranesi, a sud con San Quirico, che fa parte dello stesso Municipio V Valpolcevera.
L'area di Pontedecimo comprende una piccola porzione nel fondovalle della val Polcevera intorno alla confluenza dei torrenti Verde e Riccò, nei pressi della quale sorge il centro abitato, e la collina di Cesino, che divide le valli dei due torrenti. Fanno parte del quartiere un breve tratto su entrambe le sponde del Polcevera a valle della confluenza e il tratto finale del torrente Verde fino al confine con i comuni di Ceranesi e Campomorone. Nella valle del torrente Riccò fa parte di Pontedecimo solo l'ultimo tratto in sponda destra: l’asse del torrente divide infatti il comune di Genova da quello di Serra Riccò, a cui appartiene tutto il versante sinistro della valle fino al confine con il comune di Mignanego.

#### Cesino

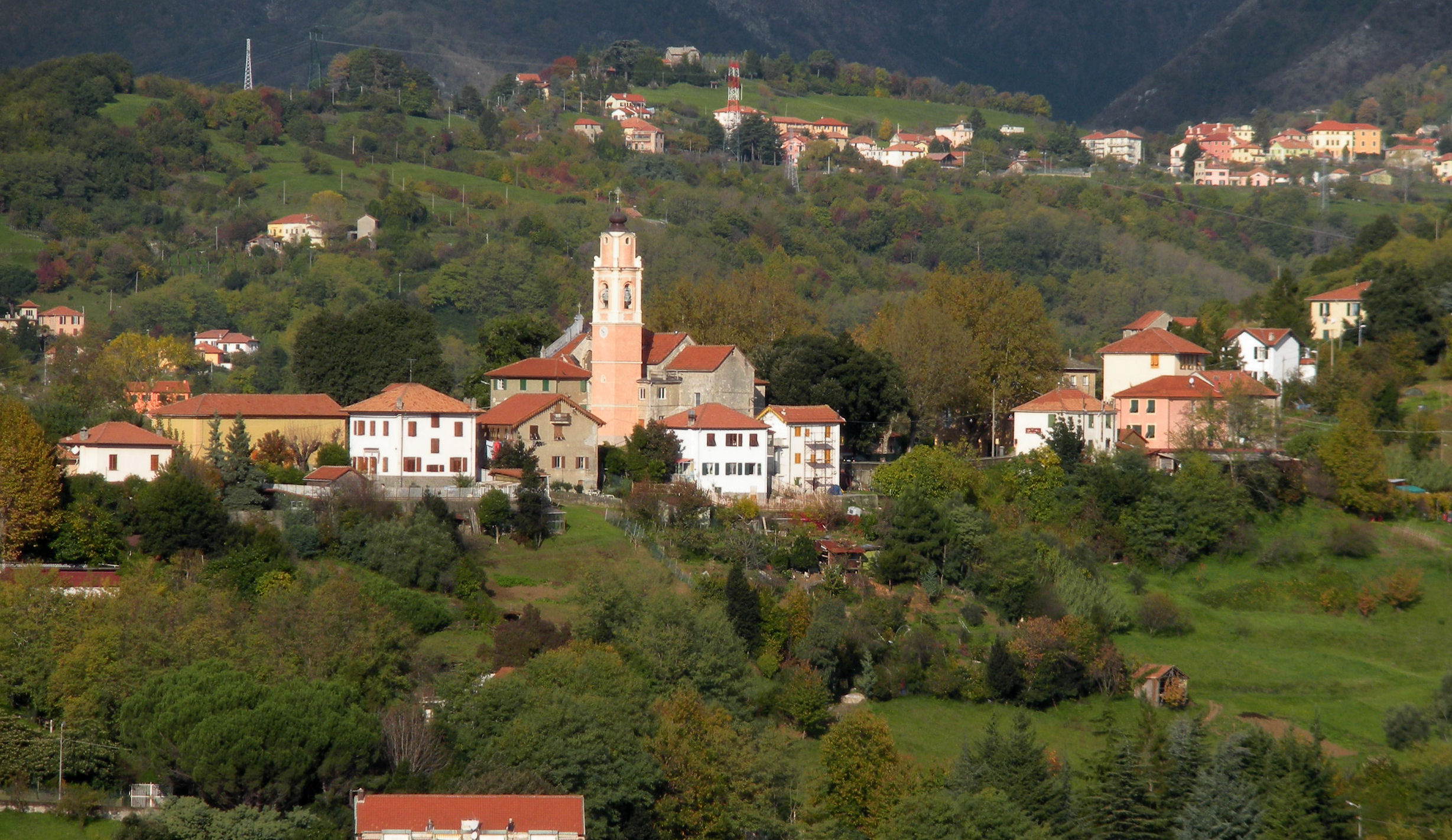
Veduta di Cesino

Cesino è una frazione collinare di Pontedecimo di antichissima origine, sparsa sulla costiera che separa le valli dei torrenti Riccò e Gioventina (affluente del Verde) e risale fino al passo della Bocchetta. L'abitato sorse a margine della via Postumia, che risaliva questa dorsale per raggiungere i valichi appenninici. Il nome del paese, citato per la prima volta in un documento notarile del 1040, deriva dal termine ligure çëxin (piccolo ciliegio) a testimonianza di un'antica vocazione per la frutticoltura.

## Origini del nome
Secondo la tradizione il toponimo Pontedecimo, uno dei pochi di origine romana a Genova, deriverebbe dalla locuzione Pons ad decimum miliarium o Pons ad decimum lapidem ab Januensi Urbe (cioè il punto dove sorgeva la decima pietra miliare da Genova), che indicava il luogo in cui sorgeva un ponte che attraversava il torrente Riccò, che alcuni storici locali del passato indicavano, peraltro senza effettivo riscontro, come l'attuale piazza Pontedecimo.

## Storia

### Origini
Il borgo antico di Pontedecimo fu uno dei primi insediamenti nel fondovalle del Polcevera, sorto nei pressi di un ponte sul torrente Riccò, su cui passavano gli antichissimi percorsi che valicando l'Appennino ligure collegavano Genova con la pianura padana, o attraverso le Capanne di Marcarolo o il piano di Reste, nei pressi dell'attuale passo della Bocchetta, utilizzati fino al XVIII secolo, quando venne aperta la "strada Cambiaggia", prima strada di fondovalle lungo la sponda sinistra del Polcevera.
Proprio in corrispondenza del ponte, infrastruttura strategica al crocevia di questi importanti percorsi, fin dall'epoca preromana si formò il primitivo borgo, composto da case in cui si svilupparono alcune attività commerciali, artigianali e ricettive sorte come strutture al servizio dei viaggiatori in transito.

### Il borgo antico

Antico stemma comunale di Pontedecimo.

Il borgo per la sua posizione di crocevia assunse una certa importanza come centro di via fin dall'epoca preromana; nel Medioevo, all'epoca delle Crociate e dei pellegrinaggi in Terra santa e verso Santiago di Compostela, si sviluppò ulteriormente attorno alla cappella di San Giacomo, costruita nel 1167 e dipendente dalla pieve di San Cipriano, espandendosi nelle zone circostanti.
Dal borgo medioevale, popolato da botteghe, laboratori artigiani e osterie, si sviluppò il paese come lo si vede ancor oggi, sovrastato a monte da un lato dall'antico abitato di Cesino e dall'altro dall'ex capoluogo comunale San Cipriano (oggi frazione di Serra Riccò), ben visibile sul versante sinistro della valle con il suo alto campanile.
Presso il ponte nell'Alto Medioevo fu costruito un fortilizio, distrutto nel Trecento, nel corso dei sanguinosi scontri tra guelfi e ghibellini che sconvolsero a più riprese tutta la Val Polcevera.
A dare impulso allo sviluppo del borgo fu nel 1585 l'apertura della strada della Bocchetta. Si trattò di un'espansione residenziale e urbanistica accompagnata dalla parallela fondazione di organismi civili e religiosi, che attestavano la ormai raggiunta unitarietà e consistenza della popolazione locale.
Queste strutture comprendevano la sede operativa del Capitano di Polcevera, istituita nel 1585 nella casa dove successivamente nascerà la venerabile Chiara Isabella Gherzi (Pontedecimo 1742 - Gubbio 1800), un ospitale per i viandanti, operante dal XII secolo fino al 1775, quando fu demolito per l'ampliamento della strada di fondovalle, l'oratorio della Morte e Orazione, costruito agli inizi del XVI secolo, e quello della dottrina Cristiana nel secolo successivo.
Infine, nel 1640 i frati cappuccini, con l’aiuto della popolazione locale, vi costruirono il loro convento. Il borgo, trovandosi sulla principale via di accesso a Genova, fu più volte luogo di passaggio di eserciti, subendone le nefaste conseguenze, in particolare durante l'assedio di Genova del 1746-1747 e l'occupazione napoleonica nel 1800.

### L'Ottocento (industrializzazione e sede comunale)

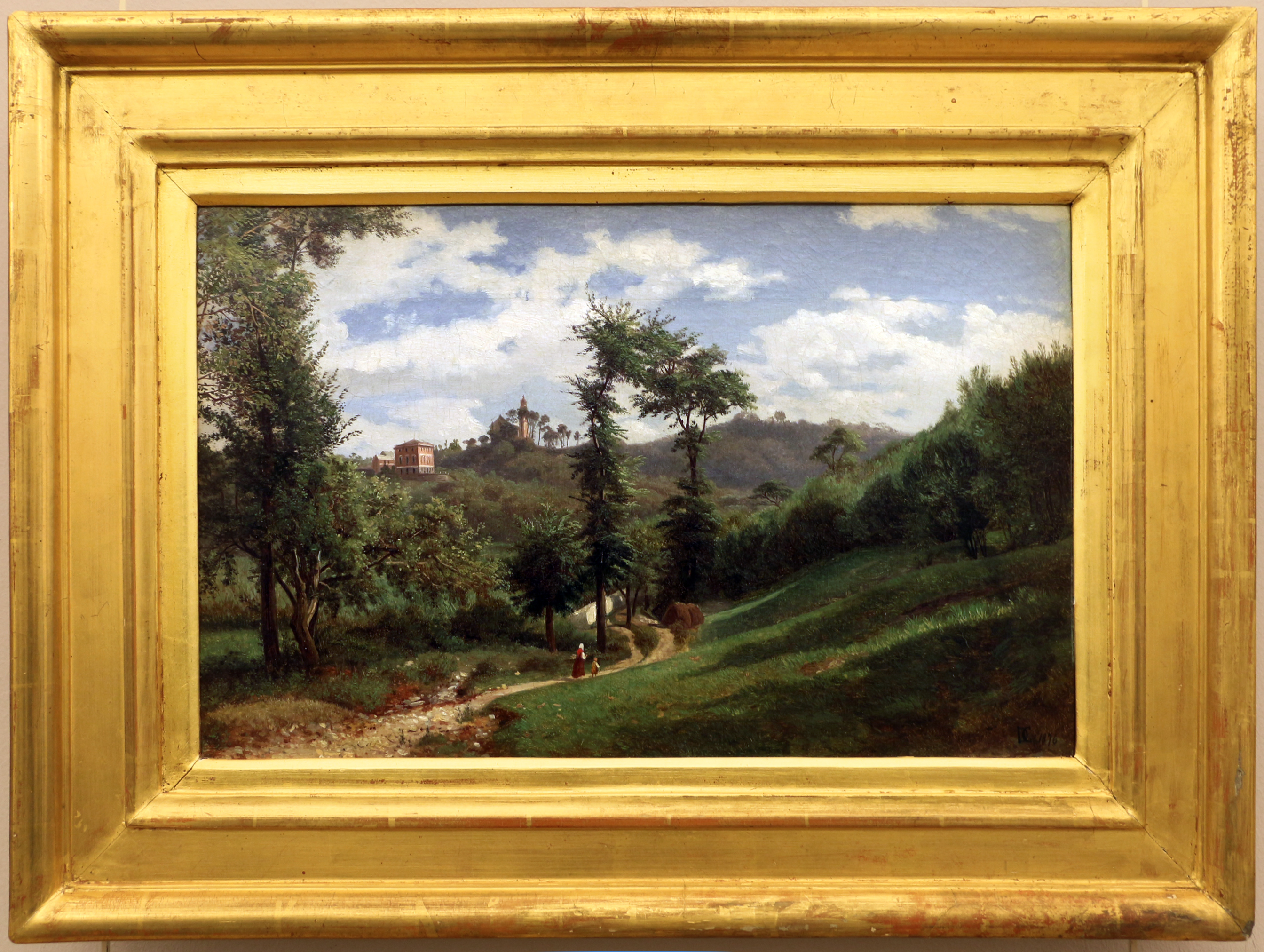
Dipinto di Domenico Cambiaso dal titolo Paesaggio, fra Pontedecimo e Campomorone, 1876.

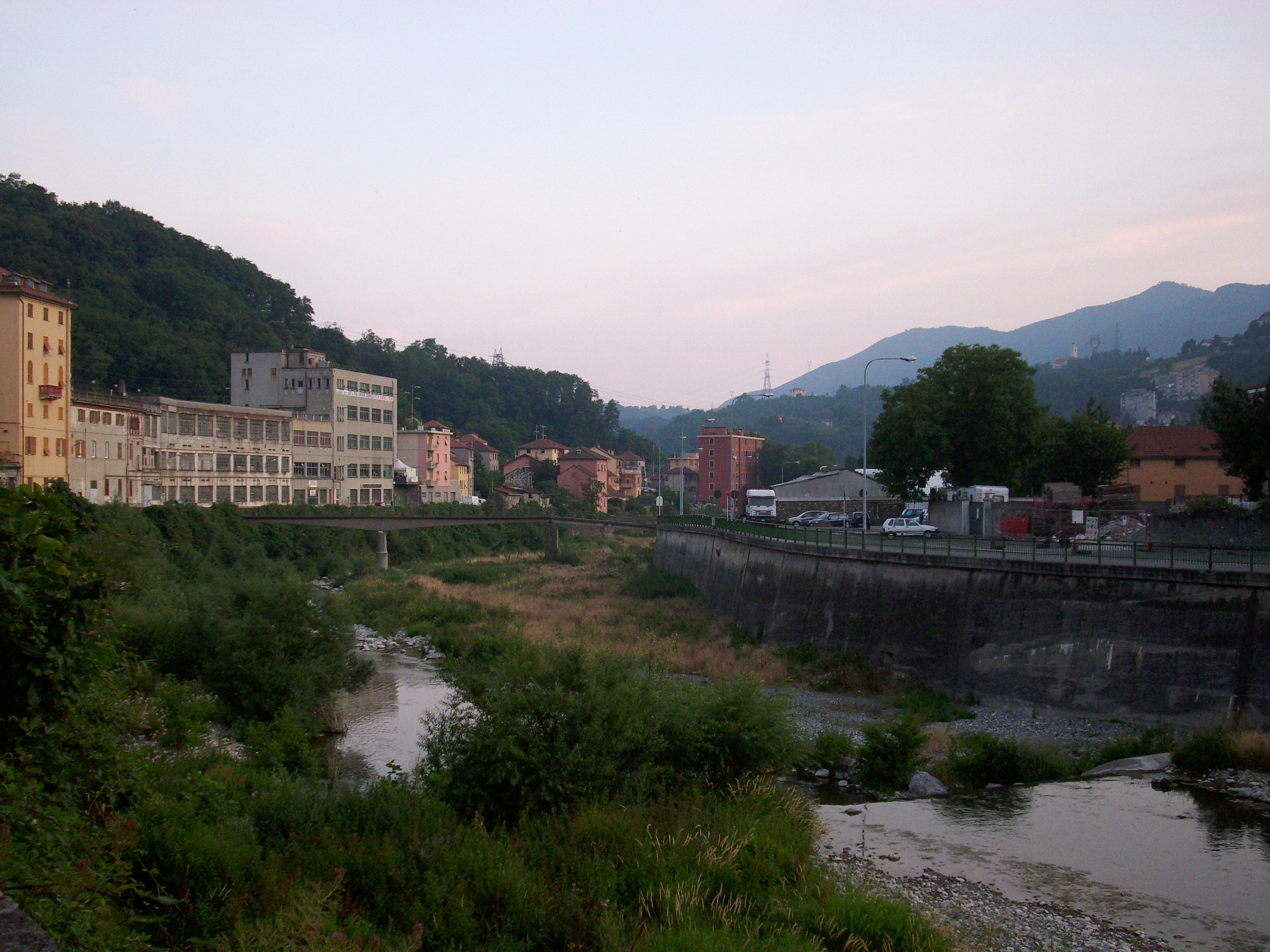
Il torrente Polcevera, poco dopo la confluenza tra i torrenti Verde e Riccò che lo generano.

Durante il governo sabaudo furono costruite la strada carrozzabile dei Giovi, inaugurata nel 1821 e la linea ferroviaria Genova-Torino, aperta nel 1854, con la relativa stazione ferroviaria, dotata anche di un deposito locomotive..
All'epoca della costruzione della strada dei Giovi, proprio al bivio tra questa e l'antica strada della Bocchetta fu aperta la piazza Regina Margherita (attuale piazza Pontedecimo), che divenne subito la sede di fiere e mercati, oltre che capolinea della linea tranviaria della val Polcevera.
Nel 1853 la municipalità venne trasferita da San Cipriano a Pontedecimo; il nuovo palazzo municipale, costruito nella seconda metà dell'Ottocento, sarà inaugurato nel 1882. Nel 1857 anche la chiesa di San Giacomo Maggiore fu eretta in parrocchia distaccandosi da quella di San Cipriano, di cui era una succursale.
I confini del comune di Pontedecimo vennero modificati nel 1869, per il distacco dell'ex sede comunale di San Cipriano aggregata al comune di Serra Riccò, e nuovamente nel 1889, con l'acquisizione della località Torre dal comune di Ceranesi.
Pontedecimo conobbe il suo maggiore sviluppo demografico nella seconda metà dell'Ottocento, con l'insediarsi in loco, per la ricchezza delle acque, di molte attività industriali legate all'arte molitoria (pastifici), alla siderurgia, alla meccanica, all'industria dolciaria ed alla tessitura. Allo sviluppo economico e sociale di Pontedecimo diede un grande impulso la realizzazione delle citate infrastrutture stradali e ferroviarie, che consentivano l'interscambio di materie prime e prodotti finiti. Come in tutta la val Polcevera, queste attività industriali si sostituirono all'agricoltura sulla quale si era basata per secoli l'economia della zona, portando benessere ma anche i problemi derivanti dall'inquinamento.
Così il Goffredo Casalis descriveva l'economia del paese nel 1849, pochi anni prima dell'inaugurazione della linea ferroviaria e del trasferimento della sede municipale.
I prodotti principali sono i cereali, le civaje, le uve, le castagne, ed altre frutta di buona qualità, non che il fieno: non si mantengono bestie bovine, che pei bisogni dell'agricoltura: nel borgo molti sono applicati al commercio, e all'industria: sul torrente Verde esistono varii mulini per macinare i grani ad uso della capitale della Liguria. Il commercio dei cereali forma una delle principali ricchezze del paese. I viandanti ed i carrettieri vi trovano buoni alberghi e varie botteghe di commestibili.»
(Goffredo Casalis)
Verso la fine dell'Ottocento furono fondate la "Fratellanza" (società operaia di ispirazione socialista, fondata nel 1872) e la "Società Operaia Cattolica" (1879).
Ai primi anni del Novecento risalgono la fondazione della Pubblica Assistenza Croce Verde (1908), dell'Unione Sportiva Pontedecimo (1907) e del ricreatorio San Luigi Gonzaga (1909) con la sezione sportiva Fulgor.

### L'annessione alla Grande Genova
Il comune di Pontedecimo venne annesso a Genova nel 1926 quando i confini della città vennero ridisegnati ed ampliati inglobando diversi comuni (ad ovest sino a Voltri, ad est sino a Nervi e a nord sino a Pontedecimo stesso), raggiungendo una notevole estensione con la creazione della Grande Genova.
Nella ripartizione amministrativa del comune di Genova Pontedecimo divenne una "delegazione", alla quale venne accorpato anche l'ex comune di San Quirico con la sua frazione San Biagio.
Nel 1934 fu inaugurato l'ospedale, intitolato al benefattore Andrea Gallino.
Sempre nello stesso anno, nei pressi della piazza Regina Margherita, fu iniziata la costruzione di una "casa littoria", mai completata e demolita negli anni duemila per creare un piccolo giardino pubblico con parco giochi.
Nel secondo dopoguerra l'espansione edilizia conseguente all'aumento di popolazione (dai 3870 del 1883 ai circa 8000 attuali) ha finito per occupare quasi tutti gli spazi verdi intorno al primitivo borgo; Pontedecimo si è ingrandito nella valle del torrente Verde, arrivando a formare un'unica conurbazione con il vicino centro di Campomorone, nella valle del torrente Riccò fino alla località Rimessa, al confine con il comune di Mignanego ed in parte anche sul versante collinare di San Cipriano.
Nell'ultimo scorcio del XX secolo è stato edificato nel quartiere il secondo carcere della città di Genova.

## Monumenti e luoghi d'interesse

### Architetture civili

#### Casa della Beata Chiara
Questo edificio si trova nel cuore del borgo antico e nel XVI secolo fu la sede del Capitanato di Polcevera, istituito nella seconda metà del Cinquecento, come narrano le notizie storiche ufficiali.
In questa casa il 23 ottobre 1742 nacque la venerabile Chiara Isabella Gherzi, che sarebbe diventata monaca clarissa, morta a Gubbio il 27 ottobre 1800 nel monastero della SS. Trinità, dove era badessa.
Sulla facciata si trova una targa rievocativa, fatta collocare nel 1900 dall'amministrazione comunale di Pontedecimo in occasione del centenario della morte.

#### Cimitero di Cesino
Il cimitero comunale a servizio del quartiere sorge sulla collina di Cesino. La parte monumentale risale all'Ottocento e fu ingrandita a partire dal 1875, anno in cui divenne il cimitero dell'allora comune di Pontedecimo, poiché non fu più possibile utilizzare il cimitero di San Cipriano dopo che questa frazione era passata, nel 1869, al comune di Serra Ricco.. Notevoli le tombe di famiglia degli industriali polceveraschi Santo Dasso (azienda di maglieria fondata a Pontedecimo nel 1885, utilizzando le strutture di un antico mulino ad acqua costruito nel 1810) e Montanella (ferriere), il monumento ai militari caduti nella Prima e nella seconda guerra mondiale e la cripta dedicata ai Partigiani, di cui molti caduti a Passo Mezzano, Isoverde e alla Benedicta.

### Architetture religiose
(Goffredo Casalis)

#### Chiese cattoliche parrocchiali
A Pontedecimo si trovano oggi tre chiese cattoliche parrocchiali, che fanno parte del vicariato "Pontedecimo-Mignanego" dell'arcidiocesi di Genova. Oltre alle tre chiese parrocchiali esistono nel quartiere quella annessa al convento dei frati cappuccini, dedicata a sant'Antonio di Padova e, proprio al confine con il comune di Mignanego, la cappella di Nostra Signora delle Vigne.

##### Chiesa di San Giacomo Maggiore

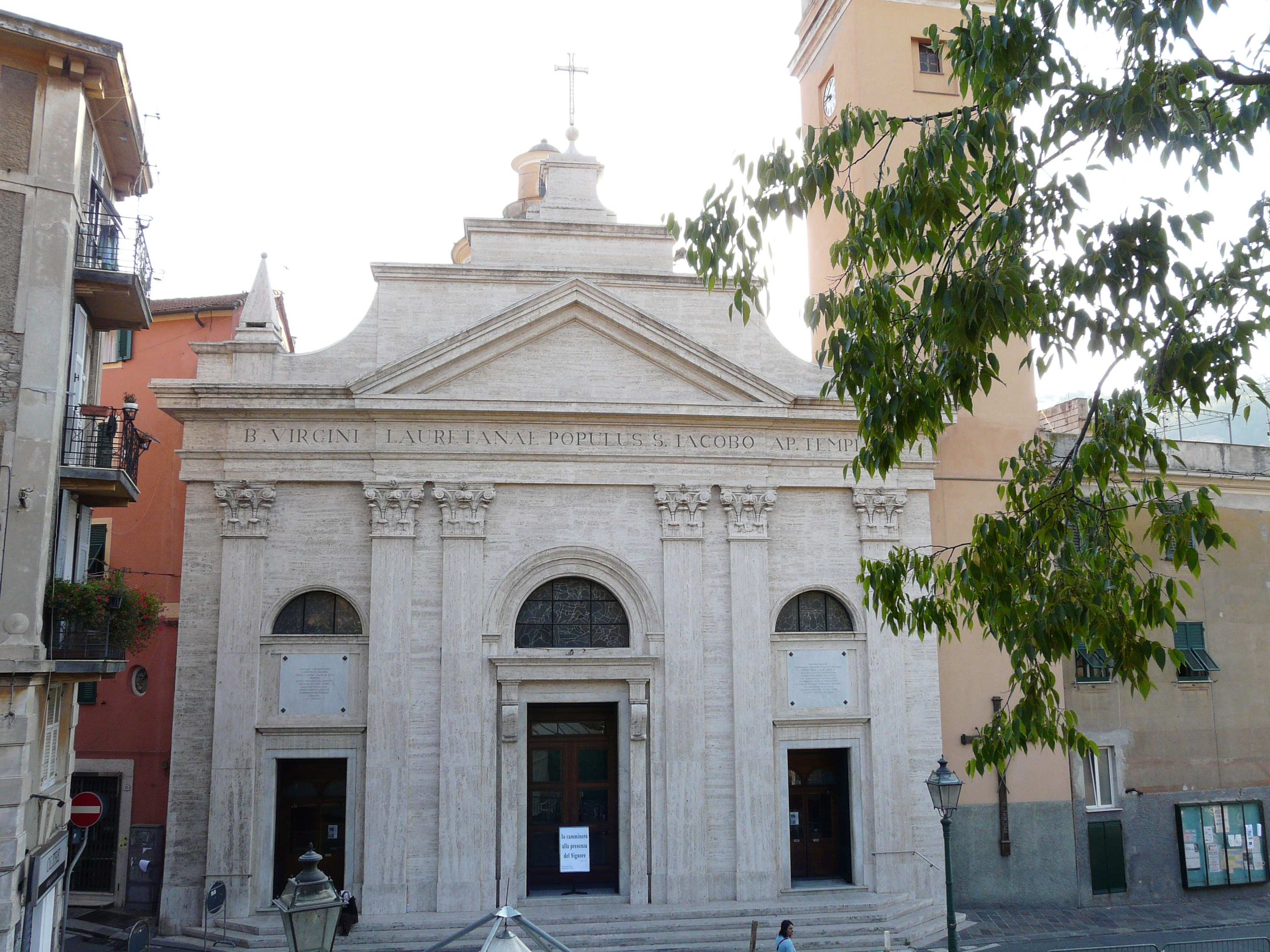
La chiesa parrocchiale di San Giacomo

La costruzione della prima chiesa, con annesso ospitale per pellegrini, fu autorizzata nel 1167 dall'arcivescovo di Genova Ugo della Volta con un decreto del 6 giugno 1167 su richiesta della badessa del monastero di San Tomaso di Genova. La dedica a san Giacomo il Maggiore testimonia il transito di pellegrini diretti a Santiago di Compostela.
Saccheggiata e gravemente danneggiata dagli austriaci nel 1747, fu sottoposta a lavori di ristrutturazione dal 1750 al 1755, trasformando l'originale stile romanico in barocco. Con l'espansione del borgo, divenuto comune autonomo nel 1853, la chiesa fu eretta in parrocchia con decreto dell'arcivescovo Andrea Charvaz del 7 agosto 1857.
Contemporaneamente fu decisa la costruzione di una nuova chiesa, costruita a partire dal 1869 dopo la demolizione della precedente, su progetto di Claudio Storace e Stefano Grillo e consacrata il 26 maggio 1872 dall'arcivescovo Salvatore Magnasco.

##### Chiesa di Sant'Antonino Martire in Cesino
La chiesa di Sant'Antonino, nella frazione di Cesino, come altre chiese genovesi, era elencata nell'elenco delle decime dell'arcidiocesi di Genova, risalente al 1143, ma si ritiene molto più antica. Il primo documento storico che parla della comunità cristiana di Cesino risale infatti all'anno 1040, ma la chiesa viene fatta risalire ad un'epoca anteriore e si ritiene che fosse già parrocchiale nell'anno 975.
La chiesa fin dall'origine fu intitolata a Sant'Antonino martire, patrono di Piacenza, ma in alcuni periodi furono venerati come titolari anche Sant'Antonino di Firenze e Sant'Antonino di Pamiers.
Intorno alla metà del Seicento la chiesa fu sottoposta ad un completo rifacimento in stile barocchetto genovese a spese della benestante famiglia Rivara.
Caratteristico l'altare sopraelevato, accessibile con scale laterali, al di sotto del quale si trova un altro altare dedicato a Nostra Signora del Carmine, contitolare della chiesa.
I registri parrocchiali cominciano dal 1673, perché quelli precedenti andarono persi.

##### Chiesa di San Giovanni Bosco della Rimessa
Si trova nella parte più settentrionale del quartiere, al confine con il comune di Mignanego. Costruita nel 1958 per l'espansione edilizia in questa parte della valle del torrente Riccò ed eretta in parrocchia nel 1975, è un edificio religioso architettonicamente molto semplice.

#### Altri edifici religiosi

##### Convento dei Cappuccini
Si trova nel cuore dell'antico borgo e fu fondato nel 1640.
I Cappuccini si dedicarono a opere di assistenza e solidarietà in favore di poveri ed ammalati, in particolare durante la pestilenza del 1657, l'alluvione del 1834 e l'epidemia di colera del 1854. Intorno al 1750 nel convento avvenne la miracolosa guarigione della sorellina di Chiara Isabella Gherzi.
Per la legge napoleonica sulla soppressione degli ordini religiosi il convento fu chiuso nel 1810 e trasformato in caserma. I religiosi poterono farvi ritorno come preti nel 1814, e solo l'anno successivo rivestirono nuovamente il saio francescano.
Il convento fu poi nuovamente abbandonato in seguito alle nuove leggi di soppressione emanate nel 1866 dal governo sabaudo. In questa circostanza il sindaco Bartolomeo Levriero, su richiesta della popolazione si adoperò per evitare la chiusura, ma ottenne solo che due frati potessero restare per officiare le funzioni religiose, mentre il convento e il terreno circostante furono messi all'asta.
Vinse l'asta per 48.000 lire un munifico benefattore, un certo Francesco Monticelli, che lo riconsegnò ai Cappuccini. In segno di riconoscenza il benefattore, morto nel 1877, fu sepolto nel convento stesso.
L'interno della chiesa, dedicata a Sant'Antonio di Padova, fu restaurato tra gli anni sessanta e settanta del XX secolo, in occasione della canonizzazione di Francesco Maria da Camporosso, conosciuto come il "Padre Santo", avvenuta il 9 dicembre 1962, in quanto il secondo miracolo riconosciuto ufficialmente avvenne proprio all'interno della chiesa del convento, il 4 luglio 1945, con la guarigione improvvisa del dito e della mano ormai in gangrena di una giovane del luogo.
A partire dal 1990, a causa della carenza di vocazioni, il convento è divenuto succursale delle missioni estere dei Cappuccini Liguri e le S. Messe sono celebrate solo nelle solennità e nei giorni di venerdì, sabato e alcune solennità. È sede della fraternità O.F.S. locale e dell'Associazione Ita Kwe Flavio Quell'Oller O.d.V, nata in memoria del missionario laico Flavio Quell'Oller.

##### Oratorio della Morte ed Orazione

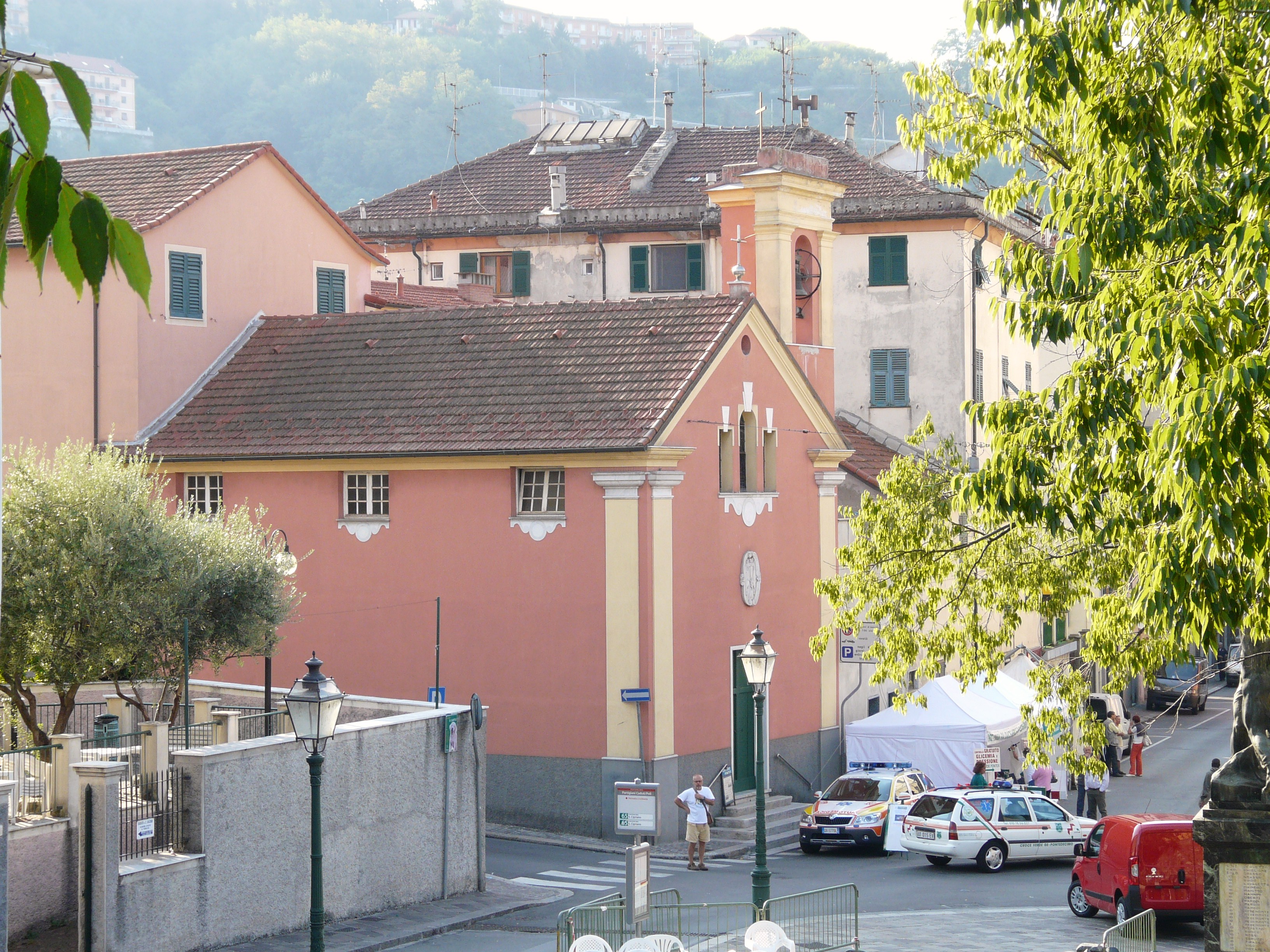
L'Oratorio della Morte ed Orazione

L'Oratorio, adiacente alla chiesa e recentemente ristrutturato, con il caratteristico campanile "alla cappuccina", si ritiene che sia stato fondato dal movimento dei Disciplinanti all'inizio del XV secolo, ma è citato per la prima volta in un documento del 1531. Nel 1713 passò alla Confraternita della Morte ed Orazione, dedita ad opere di assistenza, allo svolgimento delle esequie dei defunti e alla preghiera per le anime.

##### Cappella di Nostra Signora delle Vigne

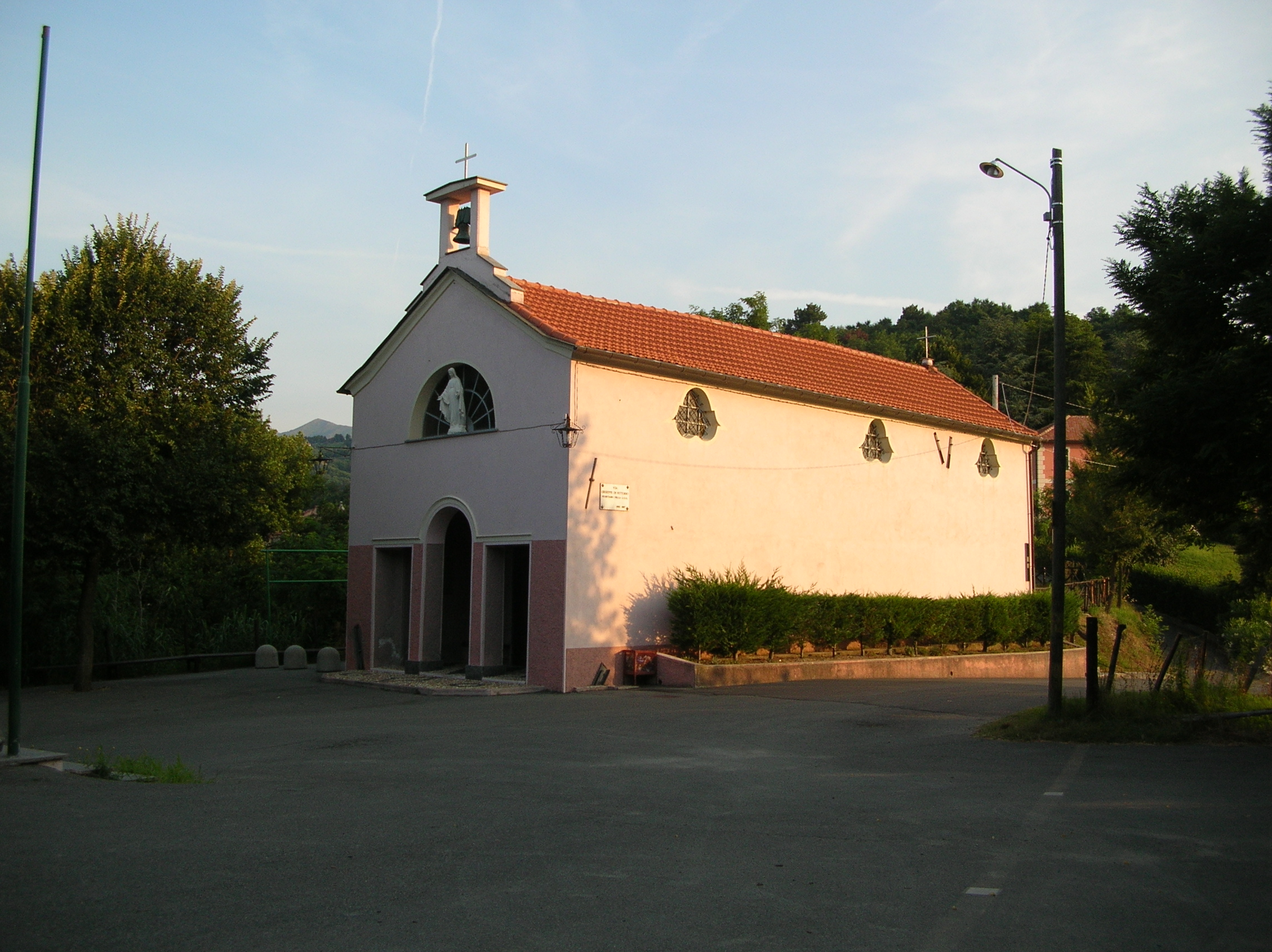
La cappella di Nostra Signora delle Vigne

.È una piccola costruzione settecentesca che si trova in collina sopra la frazione Vetrerie del comune di Mignanego, proprio al confine tra questo comune e il comune di Genova. È compresa nella giurisdizione della parrocchia di Sant'Antonino di Cesino.

## Società
La Pubblica Assistenza Croce Verde, fondata da un gruppo di cittadini nel dicembre 1907, divenne operativa il 1º gennaio 1908. Durante il periodo fascista, nel 1931, fu sciolta ed incorporata nella Croce Rossa Italiana. Questo fatto, pur nella contrarietà della popolazione, non fece tuttavia venire meno l'impegno dei volontari, che continuarono a prestare la loro opera di solidarietà all'interno della C.R.I. anche durante il secondo conflitto mondiale, durante il quale, nell'aprile del 1944, parteciparono attivamente al recupero delle salme dei partigiani trucidati alla Benedicta.
Nell'immediato dopoguerra, la P.A. Croce Verde fu ricostituita, anche se l'atto ufficiale di rifondazione fu formalizzato solo nel 1952.

## Infrastrutture e trasporti

### Strade
Pontedecimo è attraversata dalla strada provinciale SP 35 (ex Strada statale 35 dei Giovi) che collega Genova con la val Padana attraverso il Passo dei Giovi.
A Pontedecimo hanno inizio le strade provinciali SP 5 "della Bocchetta" che attraverso il valico omonimo porta nel Basso Piemonte (Voltaggio, Carrosio, Gavi, Arquata Scrivia, Novi Ligure), e SP 4 "dei Piani di Praglia" che conduce in valle Stura attraverso la Colla di Praglia.
Il casello autostradale più vicino è quello di Genova Bolzaneto sull'Autostrada A7, Genova - Milano, a circa 4 km.
In passato Pontedecimo costituiva uno dei capilinea della rete tranviaria di Genova. È tuttora capolinea di due linee di autobus urbani dell'AMT, le linee 7 e 63, che attraversano tutta la val Polcevera collegando Pontedecimo rispettivamente con piazza Principe, nel centro storico di Genova e con Sampierdarena.
Una linea secondaria (65) collega il centro di Pontedecimo con Cesino e San Cipriano (unica località fuori dal comune di Genova servita dalla rete urbana AMT). Vi transitano inoltre diverse linee provinciali gestite fino al 1 Gennaio 2021 da ATP Esercizio, ma a seguito di determinazioni della Città Metropolitana di Genova, il servizio di trasporto pubblico di linea dell'intera area metropolitana è affidato ad AMT Genova che collega Genova ai vari centri dell'entroterra.

### Ferrovie

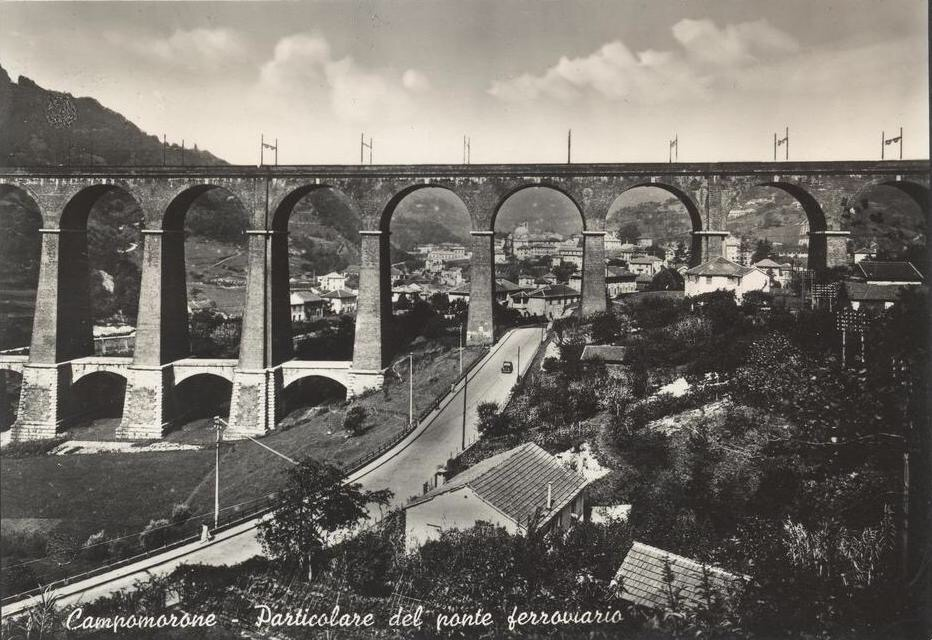
Immagine d'epoca (1910) del viadotto ferroviario sul torrente Verde

Pontedecimo è dotata di una stazione ferroviaria, un tempo molto importante, sulla storica linea dei Giovi (Sampierdarena - Busalla - Ronco Scrivia), attualmente percorsa esclusivamente da treni regionali.
I treni a lunga percorrenza da Genova per Milano e Torino percorrono la cosiddetta "linea succursale dei Giovi", costruita negli anni ottanta dell'Ottocento, lungo la quale non esistono stazioni nel quartiere; questa linea attraversa il torrente Verde con un alto viadotto a venti arcate che caratterizza il panorama di Pontedecimo.

## Sport

### Unione Sportiva Pontedecimo
L'Unione Sportiva Pontedecimo 1907 è stata fondata nell'agosto del 1907, con la sua sezione ciclismo dal 1934 organizza ogni anno l'importante manifestazione ciclistica internazionale del Giro dell'Appennino gara caratterizzata dalla salita del Passo della Bocchetta e che aveva, storicamente, l'arrivo e la partenza proprio nel centro di Pontedecimo. Promotore di questa manifestazione fu Luigi Ghiglione, per molti anni presidente della società. L'edizione più memorabile di questa gara è considerata ancora oggi quella del 1955, che vide il trionfo del grande Fausto Coppi.
La società, attiva anche nel calcio, negli anni trenta e quaranta militò nella terza serie del campionato italiano. Nelle file del Pontedecimo ha iniziato la sua carriera Enrico Chiesa. Alla fine del campionato di eccellenza ligure 2011/2012 viene dichiarata fallita. Successivamente, sempre nel 2012, la società viene rifondata con il nome "Pontex Il Torchio". Dal 2016, con la denominazione di "A.S.D. Pro Pontedecimo Calcio", milita nel campionato ligure di seconda categoria.

### La Pontedecimo - Giovi
La Pontedecimo - Giovi è stata una gara automobilistica in salita tenutasi per 28 edizioni dal 1922 al 1967, che ha visto tra i protagonisti i più famosi piloti di quei periodi, da Tazio Nuvolari, a Clemente Biondetti, Nino Farina, Gino Munaron e Sandro Munari.

## Itinerari escursionistici
Da Pontedecimo possono essere effettuate escursioni a piedi, in mountain-bike o a cavallo lungo diversi sentieri manutenuti dalla Federazione Italiana Escursionismo Liguria:
- Pontedecimo-Cesino-Pietralavezzara, indicato con tre pallini rossi, raggiunge Pietralavezzara, frazione di Campomorone, da dove si può salire al Passo della Bocchetta sull'Alta Via dei Monti Liguri.[16]
- Dalla costa di Langasco: deviazione per Langasco e Campomorone;
- Dalla costa di Langasco: deviazione per Paveto, Mignanego e Passo dei Giovi